# MIKT
MIKT (poznat i kao MIST) je pokrata koju je 2011. godine u nizu nagađanja o budućnosti svjetskoga gospodarstva osmislio britanski ekonomist Jim O'Neill, a uključuje gospodarstva Meksika, Indonezije, Južne Koreje, i Turske. Prema njegovom predviđanju, ove države pripadaju tzv. "Sljedećih jedanaest". 
Pojam MIKT je Jim O'Neill, radeći za korporaciju Goldman Sachs, osmislio po uzoru na svoj prethodni koncept BRIC. Trebao se koristiti kako u ekonomskim tako i u akademskim krugovima, no ispao je iz uporabe izbacivanjem Južne Koreje i ubacivanjem Nigerije, čine je nastao tzv. "MINT".

## Statistika
| Kategorija                   | Meksiko | Indonezija | Južna Koreja | Turska |
| ---------------------------- | ------- | ---------- | ------------ | ------ |
| površina                     | 14.     | 16.        | 109.         | 37.    |
| stanovništvo                 | 11.     | 4.         | 25.          | 18.    |
| prirast stanovništva         | 120.    | 110.       | 180.         | 112.   |
| potrošnja električne struje  | 18.     | 25.        | 10.          | 20.    |
| proizvodnja motornih vozila  | 8.      | 18.        | 5.           | 17.    |
| potencijal radne snage       | 11.     | 4.         | 24.          | 21.    |
| ljudski razvojni indeks      | 57.     | 124.       | 15.          | 92.    |
| izvoz                        | 14.     | 25.        | 7.           | 32.    |
| uvoz                         | 14.     | 28.        | 8.           | 18.    |
| GDP (nominalni)              | 14.     | 18.        | 15.          | 17.    |
| GDP (procjena)               | 11.     | 15.        | 12.          | 16.    |
| GDP (nominalni) per capita   | 62.     | 110.       | 34.          | 61.    |
| GDP (procjena) per capita    | 63.     | 122.       | 25.          | 64.    |
| pričuve u inozemnim valutama | 16.     | 21.        | 8.           | 23.    |
| vojni proračun               | 34.     | 28.        | 12.          | 17.    |
| broj aktivnih vojnika        | 21.     | 17.        | 6.           | 7.     |

## Podatci o državi
| Država       | Stanovništvo | GDP (procjena) (2011.) | GDP (nominalni) (2011.) | GDP per capita (procjena) (2011.) | GDP per capita (nominalni) (2011.) | Izvoz (2011.)     | Uvoz (2011.)      | Trgovina (2011.)    | HDI (2011.) |
| ------------ | ------------ | ---------------------- | ----------------------- | --------------------------------- | ---------------------------------- | ----------------- | ----------------- | ------------------- | ----------- |
| Južna Koreja | 50,004.441   | $ 1.556.102,000.000    | $ 1.163.847,000.000     | $ 31,753                          | $ 23,749                           | $ 558.800,000,000 | $ 525.200,000.000 | $ 1.084.000,000.000 | 0.897       |
| Meksiko      | 112,337,000  | $ 1,659,016,000,000    | $ 1,185,215,000,000     | $ 15,121                          | $ 10,802                           | $ 336,300,000,000 | $ 341,900,000,000 | $ 678,200,000,000   | 0.770       |
| Indonezija   | 237,641.000  | $ 1.122.638,000.000    | $ 834,335,000,000       | $ 4,668                           | $ 3,469                            | $ 208,900,000,000 | $ 172.100,000.000 | $ 381,000,000,000   | 0.617       |
| Turska       | 73,723.000   | $ 1.114.629,000.000    | $ 763.096,000.000       | $ 15,321                          | $ 10,576                           | $ 133.000,000.000 | $ 212.200,000.000 | $ 345.200,000.000   | 0.699       |

## Članice organizacija
| Država       | G-20 | OECD | DAC |
| ------------ | ---- | ---- | --- |
| Južna Koreja | da   | da   | da  |
| Meksiko      | da   | da   | ne  |
| Indonezija   | da   | ne   | ne  |
| Turska       | da   | da   | ne  |